# Kazutaka Kodaka
Kazutaka Kodaka (小高 和剛?   , nacido el 8 de julio de 1978) es un diseñador de videojuegos, guionista y mangaka japonés. Sus obras son conocidas por sus temas recurrentes con contrastes —entre esperanza y desesperación, suerte y talento y verdad y mentira—, que mezcla con tragedia, humor negro y numerosos giros argumentales. Fue un empleado de la desarrolladora Spike Chunsoft (anteriormente conocida como Spike) y es ampliamente conocido como el creador y guionista de la saga Danganronpa. Dejó esta compañía en 2017 y fundó Too Kyo Games con otros exempleados.

## Biografía

### Primeros años
Kodaka nació el 8 de julio de 1978 y ha residido toda su vida en Tokio. Asistió a un instituto de secundaria masculino de régimen privado. Describió su propia infancia afirmando que tuvo pocos amigos y que después de las clases empleaba su tiempo libre en ver anime, aunque expresó que le hubiera gustado ser más popular entre sus compañeros. Fue un estudiante diligente ya que era su única forma de conseguir resultados, pero posteriormente se desinteresó hasta descubrir la posibilidad de estudiar cine en la Universidad Nihon, donde más adelante se graduó y especializó en estudios cinematográficos.
Los primeros videojuegos que jugó Kodaka fueron Wrecking Crew, Clu Clu Land y Pac-Man. El disfrutaba de este pasatiempo: llevaba un trabajo a tiempo parcial en una tienda de videojuegos mientras estudiaba en la universidad. Sus plan de carrera original consistía en convertirse en guionista de películas, pero después se interesó por una industria diferente: Kodaba tenía la intención de «hacer algo original», y pensó que sería más sencillo conseguirlo con videojuegos en lugar de películas. Se presentó en ofertas de empleo de Atlus y Spike. En ese momento, Atlus tenía más proyectos en desarrollo relacionados con entregas narrativas, por lo que Kodaka se decantó por Spike, ya que consideró que tendría mejores oportunidades de crear un juego original allí.

### Carrera

#### Spike y Spike Chunsoft
Mientras trabajaba en Spike, Kodaka tuvo la idea de un juego de detectives; propuso la idea a la compañía bajo el nombre de Distrust. El concepto era similar a Danganronpa, un videojuego de asesinatos del género battle royale («batalla campal») donde estudiantes de secundaria estarían en un entorno cerrado, pero la idea fue tildada de «demasiado espantosa», por lo que quedó descartada. Tras modificar el concepto, Kodaka finalmente consiguió que llegara a producción, lo que se convirtió en Danganronpa.
Danganronpa: Trigger Happy Havoc fue publicado en PlayStation Portable el 25 de noviembre de 2010, y alcanzó las 25 564 copias comercializadas en la primera semana. El título alcanzó 85 000 unidades vendidas en apenas tres meses tras su lanzamiento, lo que fue suficiente para el CEO de Spike Chunsoft de calificarlo de éxito. A raíz de su buen rendimiento, la entrega recibió dos secuelas (Danganronpa 2: Goodbye Despair y Danganronpa V3: Killing Harmony), una historia secundaria del género de de disparos (Danganronpa Another Episode: Ultra Despair Girls), una adaptación de anime (Danganronpa: The Animation) y varias novelas y mangas. Kodaka finalmente abandonó la compañía en 2017.

#### Too Kyo Games
Después de dejar Spike Chunsoft, Kodaka y otros seis desarrolladores que abandonaron la compañía de forma simultánea fundaron Too Kyo Games. El objetivo de la empresa, de acuerdo a Kodaka, consiste en crear nuevas propiedades intelecturales y que los empleados puedan producir sus propios videojuegos independientes. También de acuerdo a las palabras de Kodaka, la compañía significa para ellos tanto una actividad recreativa como un negocio. También mencionó que querría retomar la franquicia de Danganronpa en algún momento futuro. Death Come True, el primer título lanzado por Too Kyo Games, en junio de 2020, fue escrito y dirigido por Kodaka. En noviembre de 2021, se anunció Master Detective Archives: Rain Code como una colaboración con Spike Chunsoft, con Kodaka como guionista junto a Takekuni Kitayama.

## Estilo narrativo
Según sus propias palabras, Kodaka se centra en escribir personajes y ha declarado que no puede caracterizar aquellos que no le gusten. Para evitar restricciones, él no comienza el proceso de crear una historia con los personajes, sino que el primer paso para él es crear un escenario convincente sobre el cual pueda construirlos. Prefiere que la premisa y el escenario se resuma en un par de frases. Afirma que un juego requiere más inversión por parte de la audiencia, por lo que el escenario es la clave para «engancharlos». Su intención es crear historias que la gente encuentre frescas, aunque ha notado que ve una estructura en sus obras y admira a los escritores cuyas historias van en contra de estos esquemas. También tiene en cuenta la razón de escribir una historia y le da un significado. Una muestra de esto es la declaración de Kodaka de que todo lo que siempre ha querido contar se puede encontrar dentro de Danganronpa.
Las historias que escribe Kodaka a menudo giran en torno a actos relacionados con monstruosidades humanas, principalmente asesinatos. Además, afirma que encuentra la ligereza de matar en una historia algo que le agrada, y lo compara con una broma de humor negro llevada al extremo. Los personajes de Kodaka tienden a tener amnesia, ya que les permite conectarse fácilmente con el jugador.

### Influencias
Las obras de Kodaka cuentan con muchas referencias, que muestran la influencia de otros autores en su proceso creativo. Además, ha especificado cómo descansa su mente cuando está atascado con su escritura; afirma que ve películas, anime y lee manga, mientras presta atención a lo que le interesa en esas historias. Kodaka nombró a David Lynch, Quentin Tarantino y los hermanos Coen como sus principales influencias. Otra gran figura para Kodaka es Kunihiko Ikuhara, cuya escritura admira. También es fanático de los juegos de Goichi Suda, y declaró en una entrevista con Suda que lo inspiraron a él y a sus colegas.

## Obras

### Videojuegos
| Año  | Título                                           | Puesto                                                                               | Ref.   |
| ---- | ------------------------------------------------ | ------------------------------------------------------------------------------------ | ------ |
| 2002 | Clock Tower 3                                    | Subdirector, película del concepto original                                          | [ 17 ] |
| 2007 | Dragon Ball Z: Budokai Tenkaichi 3               | Planificador                                                                         | [ 18 ] |
| 2009 | Escenario                                        | Detective Conan & The Kindaichi Case Files: The Meeting of the Two Famous Detectives | [ 2 ]  |
| 2009 | Dragon Ball: Raging Blast                        | Planificador                                                                         | [ 19 ] |
| 2010 | Danganronpa: Trigger Happy Havoc                 | Planificador, escenario                                                              | [ 20 ] |
| 2012 | Danganronpa 2: Goodbye Despair                   | Escenario                                                                            | [ 21 ] |
| 2014 | Danganronpa Another Episode: Ultra Despair Girls | Director general, escenario                                                          | [ 22 ] |
| 2015 | School of Ragnarok                               | Escenario                                                                            | [ 23 ] |
| 2016 | Kirigiri Sou                                     | Productor                                                                            |        |
| 2017 | Danganronpa V3: Killing Harmony                  | Concepto original, escenario principal, planificador                                 | [ 24 ] |
| 2020 | Death Come True                                  | Director, escenario                                                                  | [ 25 ] |
| 2020 | World's End Club                                 | Director creativo                                                                    | [ 26 ] |
| 2022 | Tribe Nine                                       | -                                                                                    | [ 27 ] |
| 2023 | Master Detective Archives: Rain Code             | Escenario                                                                            | [ 28 ] |
| 2025 | The Hundred Line: Last Defense Academy           | Escenario                                                                            | [ 28 ] |

### Literatura
| Año  | Título           | Puesto   | Ref.  |
| ---- | ---------------- | -------- | ----- |
| 2011 | Danganronpa Zero | Escritor | [ 2 ] |

### Anime
| Año  | Título                                            | Puesto                                      | Ref.   |
| ---- | ------------------------------------------------- | ------------------------------------------- | ------ |
| 2013 | Danganronpa: The Animation                        | Supervisor de escenario                     | [ 29 ] |
| 2015 | Wooser's Hand-to-Mouth Life                       | Guion (episodio 11)                         | [ 30 ] |
| 2016 | Danganronpa 3: The End of Hope's Peak High School | Escenario original, supervisor de escenario | [ 31 ] |
| 2020 | Akudama Drive                                     | Escenario original                          | [ 32 ] |
| 2022 | Tribe Nine                                        | Escenario original                          | [ 33 ] |

### Manga
| Año  | Título                            | Puesto   | Ref.   |
| ---- | --------------------------------- | -------- | ------ |
| 2013 | Guren 5                           | Escritor | [ 2 ]  |
| 2016 | Danganronpa Gaiden: Killer Killer | Escritor | [ 34 ] |
| 2018 | Gambler's Parade                  | Escritor | [ 35 ] |

### Música
| Año  | Título        | Puesto | Ref.  |
| ---- | ------------- | ------ | ----- |
| 2013 | Monokuma Ondo | Letra  | [ 2 ] |

## Enlaces exteros
- Kazutaka Kodaka en X (antes Twitter)
- Esta obra contiene una traducción  derivada de «Kazutaka Kodaka» de Wikipedia en inglés, concretamente de esta versión, publicada por sus editores bajo la Licencia de documentación libre de GNU y la Licencia Creative Commons Atribución-CompartirIgual 4.0 Internacional.

- Datos: Q18226533